# Pat Finucane
Pour les articles homonymes, voir Finucane.
Ne doit pas être confondu avec Paddy Finucane.
Patrick « Pat » Finucane, né le 21 mars 1949 et mort le 12 février 1989, est un avocat nord-irlandais défenseur des droits de l'homme tué par des paramilitaires loyalistes agissant de concert avec le service de renseignements britannique MI5.
Sous la pression du gouvernement conservateur de John Major, le procureur accepta de conclure avec l'assassin, Brian Nelson, un plaider-coupable lui permettant d’être libéré au bout de quatre ans et de ne pas être confronté à un contre-interrogatoire lors de son procès.
En 2011, le Premier ministre du Royaume-Uni David Cameron a rencontré la famille de Pat Finucane et a admis la collusion, bien qu'aucun membre des services de sécurité britanniques n'ait été poursuivi.
L'assassinat de Finucane est l'un des plus controversés du conflit nord-irlandais en Irlande du Nord.
Son fils, John Finucane, devient maire de Belfast et député en 2019.